# Østkarelen
Østkarelen eller Fjernkarelen (finsk: Itä-Karjala, også Kauko-Karjala, svensk: Fjärrkarelen) er den del af Karelen som efter Stolbova-freden i 1617 forblev under russisk styre. Det er delt fra den vestlige del af Karelen (tidligere kaldet Svensk Karelen). Størstedelen af Østkarelen ligger i dag i Republikken Karelija, som er en autonom republik i Rusland.

## Historie
En nationalistisk finsk gruppe i det 1800-tallet så Østkarelen som et kerneområde for finsk kultur, uberørt af skandinavisk og slavisk kultur. Det var i Østkarelens tyndt befolkede skove, at Elias Lönnrot samlede sine folkeeventyr, som senere skulle blive Finlands fornemmeste nationale litterature værk, Kalevala.

### Forhistorisk tid
De ældste bopladser i Karelen dateres til 7. årtusinde f.Kr. Gravfund fra øen Olen i Onega viser, at en indvandring i jægerstenalder er sket både fra øst og vest. I 4. årtusinde f.kr. begynder den kamkeramiske kultur at vise sig, mod syd den såkaldte hulkeramik, der er sat i forbindelse med finnougriske folk.[kilde mangler] Endnu ind i bronzealder og tidlig jernalder vidner fundene om en stenalderagtig levevis. Det menes, at samernes urhjem skal søges mellem Ladoga og Onega; siden vandrede de nordpå.[kilde mangler]
Slaviske folkeslag nåede under deres vandringer nordpå frem til det karelske næs i anden halvdel af 10. århundrede. Fra samme tid stammer oplysninger om en handelsby Bjarmia (Perma) på stranden ved Viena-floden. Den omtales af nordmanden Ottar fra Hålogaland i hans redegørelse til den engelske konge Alfred den Store. I 800-1000 hørte det sydlige Karelen under fystendømmet Kiev, men fra og med 1100-tallet indlemmedes Karelen under Republikken Novgorod.

### Under Novgorod
Novgorods overhøjhed varede til 1478, hvor Karelen og nogle mindre russiske fyrstedømmer indlemmedes i storfystendømmet Moskva. Under Novgorods overherredømme blev Karelen kristnet. I denne proces spillede klosteret på Solovetskij-øerne i Hvidehavet, en stor rolle.
Da svenskerne i 1200-tallet begyndte at vise interesse for områderne sydøst for Finland angreb de katolske magter det ortodokse Novgorods domæner under påskud at ville udbrede den romersk-katolsk tro blandt de hedenske vestkarelerne. Dette førte det første væbnede sammenstød, slaget ved Neva i 1240, hvor svenskerne forsøgte at oprette et støttepunkt ved Nevas munding. Da modsætningerne mellem Novgorod og de hedenske vestkarelerne tiltog i slutningen af 1200-tallet, udnyttede den svenske rigsforstander Torgils Knutsson dette. Under påskud af at komme vestkarelerne til undsætning, gennemførte svenskerne et tredje korstog mod Finland og erobrede den vestlige del af Karelen i 1293 og anlagde fæstningen Vyborg på nordkysten af Den finske Bugt ved floden Vuoksens udløb.
Den svenske fremfærd førte til en langvarig krig med Novgorod, der først og fremmest fik karakter af hærgningstog ind i hinandens områder. Krigene fandt en foreløbig afslutning 1323 ved freden på Nöteborg slot på øen af sammenavn i Ladoga. Ved freden fastlagdes grænsen mellem Sveriges finske besiddelser og Novgorod, hvorved de hidtil sammenhørende karelske bosættelsesområder blev delt og karelerne selv splittedes i en vestlig og en østlig gruppe, adskilt af en statsgrænse. Denne grænse tog udgangspunkt ved Sestra på det karelske næs og fortsatte langs den mellemste del af Vuoksen til det senere Nyslott, hvorfra den fortsatte i en mere eller mindre lige linje til Bottenviken ved det nuværende Brahestad. Grænsedragningen fik dog ikke den store betydning, idet hærgninger og krigstogt fortsatte som tidligere.

### Under storfystendømmet Moskva
Underlæggelsen under storfystendømmet Moskva førte ikke til fred, tværtimod. I tiden 1555-1557 førte den svenske konge Gustav Vasa og Ivan 4. krigene uden, at det førte til grænseændringer. Derimod lykkedes det den svenske konge Johan 3. efter krigen 1570-1595 at fremtvinge freden i Teusina 1595, hvorved Sverige-Finland fik omfattende områder i det nordlige Karelen og en grænse, som nu strakte sig til Ishavet. Under denne krig besatte svenskerne hele området omkring Ladoga (Kexholms län). Resultatet heraf var, at karelere i stort antal flygtede eller blev forflyttet til indre dele af Rusland, fortrinsvis til Tver guvernement. Det er opgjort at alene i sognet Sordavala fandtes 699 forladte ødegårde. Ved freden i Teusina leverede svenskerne Kexholms län tilbage til Rusland men fik til gengæld Narva og det vestlige Ingermanland. Karelerne fik tilladelse til at vende tilbage til deres tidligere hjem, men mange udnyttede ikke denne mulighed, enten fordi de allerede havde rodfæstet sig det nye sted, eller fordi de blev holdt tilbage mod deres vilje.
I 1609 udbrød en ny krig mellem Sverige og Rusland, hvorved den svenske hær besatte næsten hele det nordlige Rusland og trængte helt frem til Moskva. Ved freden i Stolbova 1617 overdroges til Sverige Kexholms län og en del af Ingermanland, hvorved der blev skabt en landfast forbindelse mellem Finland og Narva over det karelske næs. Freden i Stolbova førte imidlertid til en masseflugt blandt karelerne, da det viste sig, at svenskerne ville påtvinge dem sin statsreligion og ligeledes forøge skatterne. Det skønnes at henved 25.000 karelere flygtede efter freden. I 1657-1658 var der atter krig mellem Sverige og Rusland, da russerne trængte frem i Kexholms län. Men fremgangen varede ikke ved, og mange karelere, som havde gjort fælles sag med russerne, flygtede sammen med de tilbagevendende russiske hærstyrker, hvorved Kexholms län mistede næsten hele sin karelske befolkning, der bosatte sig fortrinsvis i Tver guvernement og til Tikhvin, hvor de bosatte sig på klosterets områder. Deres forladte hjem blev overtaget af indre fra det østre Finland.
Under Store Nordiske Krig afstod Sverige store landområder til Rusland. Ved Freden i Nystad 1721 og Freden i Åbo 1743 overgik hele det karelske næs, hele Ladoga-Karelen samt store dele af Nordkarelen til Rusland. For den stedlige befolkning fik disse afståelser katastrofale følger: kejseren inddrog jorden, som efterfølgende fordeltes til russiske og baltiske adelsmænd som tak for deres tjenester under krigen. De tidligere frie bønder blev derved livegne fæstere på samme måde, som andetsteds i det russiske rige.
Ved fredsslutningen i 1809 erobrede Rusland hele Finland. De tidligere vundne områder, der hørte under Viborgs guvernement, blev da betegnet som "Gamle Finland". I 1811 blev "Gamle Finland" og Storfyrstendømmet Finland (der havde fået ret et bevare sin svenske forfatning) forenet af Alexander 1. og dette gav anledning til problemer, da livegenskabet ikke var overensstemmende med den finske forfatning. Spørgsmålet om forleningerne blev først løst i 1867, da den finske landdag besluttede at ved opkøb indløse disse godser og overdrage jorden til de tidligere ejere, der til gengæld fik mulighed for ved langvarige afdragsaftaler at købe sin egen jord tilbage.

### Efter Finlands selvstændighed
Ved Finlands løsrivelse fra Rusland i 1917 fulgte det vestlige Karelen med som en del af denne stat, men det østlige Karelen forblev under Rusland. Allerede efter revolutionen i marts 1917 opstod en bevægelse, der arbejdede på Østkarelens frigørelse fra Rusland, angiveligt for at redde lokalbefolkningene fra bolsjevistisk og senere stalinistisk undertrykkelse, og i juli 1917 godkendtes et forslag til en autonom stat, Karelen. Den 27. januar 1918 besluttede imidlertid en del af karelerne at slutte sig til Finland og anmodede om hjælp fra Finland, hvad man også fik, men de finske tropper kastedes i oktober 1918 tilbage over den finske grænse. Karelen blev nu en tid besat af engelske tropper. 1919 brød frihedsbevægelsen atter frem, og 21. april 1919 gik finske tropper over grænsen og trængte efterhånden helt frem til Svir og nærheden af Petroskoi. En foreløbig regering dannedes i Aunus, og 5.—7. juni besluttedes Aunus' kommunes forening med Finland. Men de talmæssigt langt overlegne russiske styrker drev atter karelerne og finnerne tilbage til Finland. Efter den nordrussiske regerings fald havde sovjetregeringen let ved at undertvinge karelerne. Kun kommunerne Repola og Porajärvi holdtes vedblivende fast af finnerne, men ved freden i Tartu 1920 udleveredes de igen til Rusland.
Den 7. juni 1920 oprettedes den karelske arbejdskommune Karelskaja trudovaja kommuna. Ved freden i Tartu havde sovjetregeringen lovet et ret vidtstrakt selvstyre for karelerne, men løfterne overholdtes ikke. 1921 opstod en ny frihedsbevægelse, og finske frivillige kom til hjælp, men 1922 kastedes finnerne med samt 10.000 karelske flygtninge tilbage til Finland. 1921 rettede Finland en henvendelse til Folkeforbundet for at få dets bistand til at skaffe Østkarelen sin Ret. Den 25. juli 1923 omdannedes den karelske arbejdskommune til den autonome socialistiske sovjetrepublik Karelske ASSR under SSSR med hovedstad Petrosavodsk (der senere blev omdøbt til Kaliminsk). Den omfattede 146.300 km2 og havde i 1926 268.000 indbyggere, hvoraf de fleste var karelere.

## Under2. verdenskrig
Størstedelen af Østkarelen blev besat af finske styrker i Fortsættelseskrigen mellem 1941-1944, men atter besat af sovjetiske styrker henimod slutningen af 2. verdenskrig.